# Флоренс (Міссісіпі)
Флоренс (англ. Florence) — місто (англ. town) в США, в окрузі Ренкін штату Міссісіпі. Населення — 4572 особи (2020).

## Географія
Флоренс розташований за координатами 32°9′20″ пн. ш. 90°7′21″ зх. д. / 32.15556° пн. ш. 90.12250° зх. д. (32.155466, -90.122549).  За даними Бюро перепису населення США в 2010 році місто мало площу 20,90 км², уся площа — суходіл.

## Демографія
Згідно з переписом 2010 року, у місті мешкала 4141 особа в 1558 домогосподарствах у складі 1156 родин. Густота населення становила 198 осіб/км².  Було 1668 помешкань (80/км²).
Расовий склад населення:
| - 85,3 % — білих - 13,1 % — чорних або афроамериканців - 0,5 % — азіатів - 0,1 % — корінних американців |

До двох чи більше рас належало 0,7 %. Частка іспаномовних становила 1,1 % від усіх жителів.
За віковим діапазоном населення розподілялося таким чином: 29,7 % — особи молодші 18 років, 61,3 % — особи у віці 18—64 років, 9,0 % — особи у віці 65 років та старші. Медіана віку мешканця становила 31,9 року. На 100 осіб жіночої статі у місті припадало 88,0 чоловіків;  на 100 жінок у віці від 18 років та старших — 84,1 чоловіків також старших 18 років.
Середній дохід на одне домашнє господарство  становив 66 941 долар США (медіана — 58 095), а середній дохід на одну сім'ю — 74 546 доларів (медіана — 71 477). За межею бідності перебувало 3,4 % осіб, у тому числі 1,1 % дітей у віці до 18 років та 15,5 % осіб у віці 65 років та старших.
Цивільне працевлаштоване населення становило 2063 особи. Основні галузі зайнятості: освіта, охорона здоров'я та соціальна допомога — 29,8 %, роздрібна торгівля — 13,0 %, виробництво — 12,4 %.